# Burdur (prowincja)
Prowincja Burdur (tur. Burdur Ili) – jednostka administracyjna w południowo-zachodniej Turcji (Region Morze Śródziemne – Akdeniz Bölgesi), leżąca na obszarze starożytnej Pizydii.

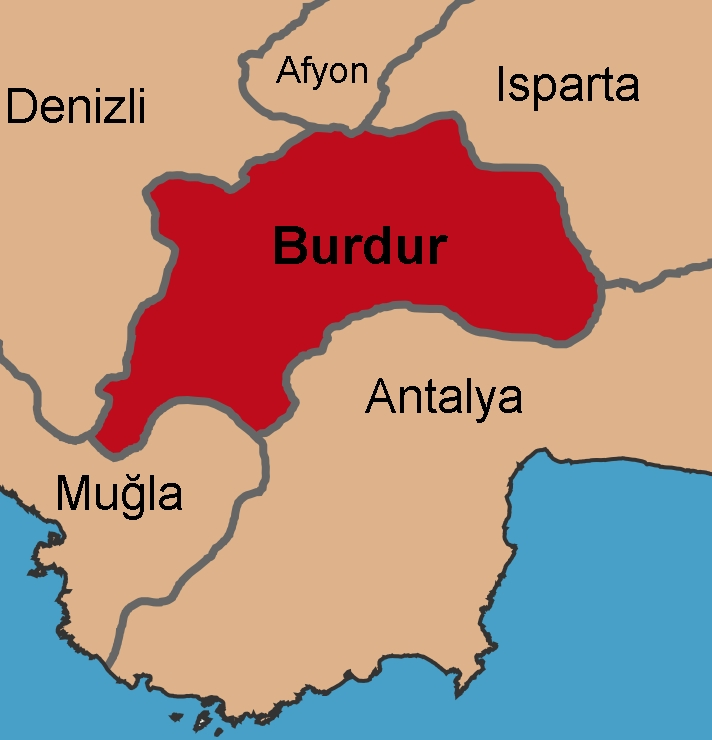
Położenie prowincji Burdur

## Dystrykty

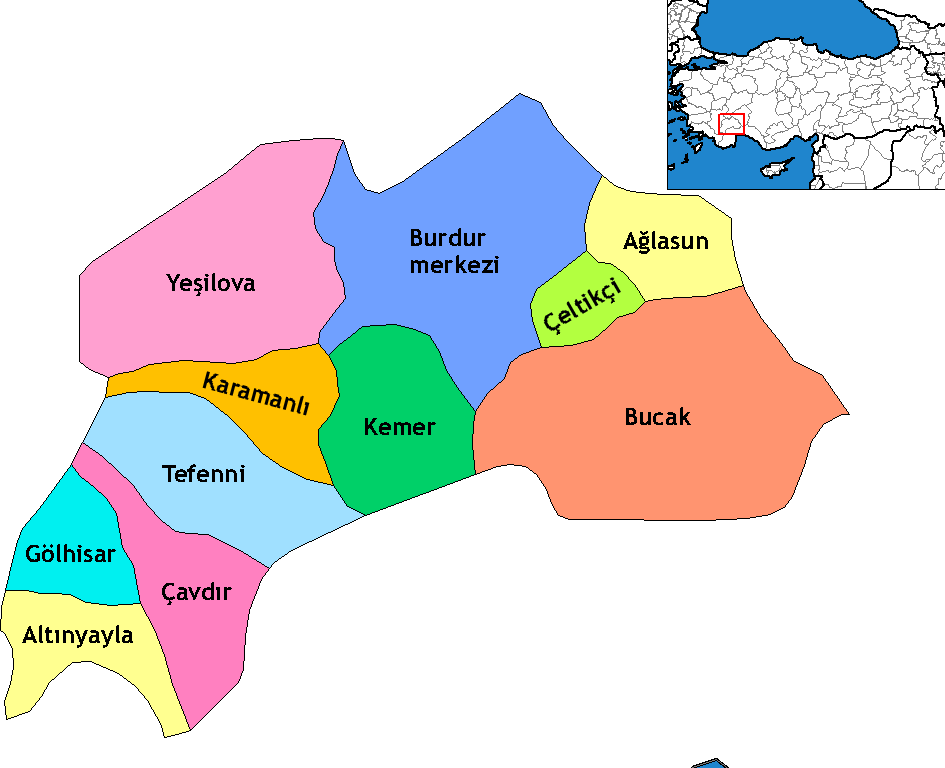
Dystrykty w prowincji Burdur

Prowincja Burdur dzieli się na jedenaście dystryktów:
- Ağlasun
- Altınyayla
- Bucak
- Burdur
- Çavdır
- Çeltikçi
- Gölhisar
- Karamanlı
- Kemer
- Tefenni
- Yeşilova